# Kępice (gmina)
Pour les articles homonymes, voir Kępice.
Kępice est une gmina mixte du powiat de Słupsk, Poméranie, dans le nord de la Pologne. Son siège est la ville de Kępice, qui se situe environ 27 km au sud de Słupsk et 115 km à l'ouest de la capitale régionale Gdańsk.
La gmina couvre une superficie de 293,43 km2 pour une population de 8 888 habitants (2021).

## Géographie
Outre la ville de Kępice, la gmina inclut les villages de Barcino, Barwino, Biesowice, Biesowiczki, Borzysław, Bronowo, Bronowo-Kolonia, Brzezinka, Chorówko, Chorowo, Ciecholub, Darnowo, Gościeradz, Jabłoniec, Jabłonna, Kaczyno, Kawka, Korzybie, Kotłowo, Kuźnik, Lipnik, Łużki, Mielęcino, Mzdowiec, Mzdówko, Mzdowo, Obłęże, Osieczki, Osieki, Osowo, Płocko, Podgóry, Podgóry-Kolonia, Polichno, Przyjezierze, Przytocko, Pustowo, Radzikowo, Szoferajka, Warcino, Wąsochy, Węgorzyno, Zawistowo, Żelice et Żelice Dolne.
La gmina borde les gminy de Kobylnica, Miastko, Polanów, Sławno, Słupsk et Trzebielino.